# Fundación Bitcoin
The Bitcoin Fundation es una organización sin ánimos de lucro estadounidense fundada en septiembre de 2012 con la misión declarada de "estandarizar, proteger y promover el uso de la criptomoneda bitcoin para el beneficio de los usuarios de todo el mundo".  La organización se inspiró en la Fundación Linux y se financia principalmente a través de donaciones de empresas que dependen de la tecnología de bitcoin.
En marzo de 2014, la Fundación contrató a Jim Harper, miembro del Cato Instituto, como Asesor Global de Políticas, y a Amy Weiss, de Weiss Public Affairs, como asesora de medios de comunicación. 

## Historia
Según sus documentos fundacionales, los miembros originales de la Fundación Bitcoin incluyen a Gavin Andresen, Charlie Shrem, Mark Karpeles, Peter Vessenes, Roger Ver, Patrick Murck y Mehul Puri. Los miembros actuales de la junta se dividen en una de tres categorías: Founding Members (miembros fundadores), Industry Members (miembros de la industria) e Individual Members (miembros individuales). La junta se compone de una combinación de miembros elegidos de las categorías mencionadas.
Gavin Andresen, ex desarrollador principal de bitcoin, es empleado de la fundación como director científico. En junio de 2013, la fundación recibió la atención de los medios cuando el Departamento de Instituciones Financieras de California publicó una carta solicitando que "cesen y desistan de realizar el negocio de transmisión de dinero en este estado", y otra vez cuando se publicó su respuesta detallada a los reguladores.  En noviembre de 2013, Patrick Murck, consejero  general de la Fundación Bitcoin, atestiguó ante un comité del Senado de los Estados Unidos convocado para evaluar las monedas digitales, en el que la recepción de bitcoin por parte de los legisladores fue en general positiva. En julio de 2014, Bitcoin Fundación Grupo de Cabildeo retenido para tomar el Cryptocurrency a Washington.

## Liderazgo
La junta directiva de la Fundación Bitcoin, en mayo de 2014, incluía como presidentes a Peter Vessenes, Gavin Andresen, Bobby Lee, Micky Malka, Jon Matonis, Brock Pierce, y Elizabeth Ploshay. En octubre de 2014, Jon Matonis renunció a su puesto de Director Ejecutivo de la Fundación, y al final del ciclo electoral el 31 de diciembre de 2014 dejó el consejo de administración del grupo.
fueron nombrados para la junta directiva de la fundación tras una segunda vuelta electoral en mayo de 2014, cubriendo las vacantes dejadas por las anteriores renuncias del ex director general de BitInstant, Charlie Shrem y Mt. Gox CEO Mark Karpelès
El CEO de BTC China Bobby Lee y el capitalista de riesgo Brock Pierce fueron nombrados para la junta directiva de la fundación tras una segunda vuelta electoral en mayo de 2014, cubriendo las vacantes dejadas por las anteriores renuncias del ex CEO de BitInstant Charlie Shrem y el CEO  Mt. Gox Mark Karpelès. Nueve miembros de la fundación renunciaron luego de las elecciones de mayo, citando oposición a los nombramientos y la dirección de la organización.
El 13 de abril de 2015, la junta designó al consultor financiero y inversor Bruce Fenton como Director Ejecutivo. En la Conferencia de Capacitación sobre Blockchain / DEVCORE Toronto, la Fundación Bitcoin anunció el nombramiento de Llew Claasen como Director Ejecutivo, a partir del 1 de julio de 2016. 

## Premios
El 29 de marzo de 2016, la Fundación Bitcoin estuvo listada por compañía basada en Reino Unido Richtopia cómo la número 27 en la lista de 100 organizaciones relacionadas al protocolo blockchain más influyentes.

## Críticas
La Fundación y su liderazgo han sido criticados por algunos en los medios de comunicación. Su exvicepresidente Charlie Shrem se declaró culpable de ayudar e instigar la operación de un negocio de transmisión de dinero sin licencia en relación con su papel de colaborar agentes del sitio de comercio electrónico ilegal Silk Road. 
La relación comercial del presidente ejecutivo, Peter Vessenes, con el exmiembro de la junta directiva Mark Karpeles y ex CEO del mercado de divisas Mt. Gox fue señalada como inapropiada. La Fundación también ha padecido escrutinio y dimisiones por la contratación de la ex estrella infantil Brock Pierce.
En noviembre de 2014, la Fundación Bitcoin anunció que buscaría reducir sus iniciativas de educativas, de divulgación y de políticas públicas a medida que se centrara en el desarrollo. Tres encuestas realizadas anteriormente por la Fundación Bitcoin sugieren que muchos miembros de la comunidad, tanto dentro como fuera de la organización, querían que adoptase un enfoque más fuerte en el desarrollo de tecnología de código abierto de bitcoin. La comunidad bitcoin en sí está dividida sobre el papel de la Fundación como representante de la comunidad o de la industria. Algunos defensores del bitcoin libertarios han criticado la estrategia de hacer lobby y la relación de la organización con los reguladores federales. En noviembre de 2014, Cody Wilson anunció su candidatura a un puesto en la junta en la Fundación Bitcoin, afirmando que "me moveré en dirección de la completa disolución de la Fundación Bitcoin y comenzaré y terminaré cada una de mis declaraciones públicas con ese mensaje". 
El profesor y autor Mark T. Williams criticó las prioridades de la Fundación Bitcoin, escribiendo en un artículo editorial de Business Insider que "Una Fundación de 'B' personas no tiene derecho a reclamar ser un protector de un sistema que sigue siendo vulnerable e indigno de confianza". 
A principios de 2015, Jim Harper, miembro del Cato Instituto, y Olivier Janssens, un fundador del Freedom Investment Group, fueron elegidos para el Consejo de la Fundación Bitcoin. En julio de 2015, durante el comienzo de su mandato como miembro de la junta, Janssens hizo un anuncio público tanto en el foro en línea de la fundación como en la red social Reddit sobre la insolvencia a corto plazo de la misma, algo que la junta había mantenido en secreto. Como resultado de esto y la falta de flujo de efectivo, varios miembros del personal fueron despedidos. Luego de un desacuerdo sobre el futuro de la organización –Harper y Janssens votaron para disolver la Fundación– Harper renunció y Janssens fue removido de la Junta en diciembre de 2015. 